# Airman Battle Uniform

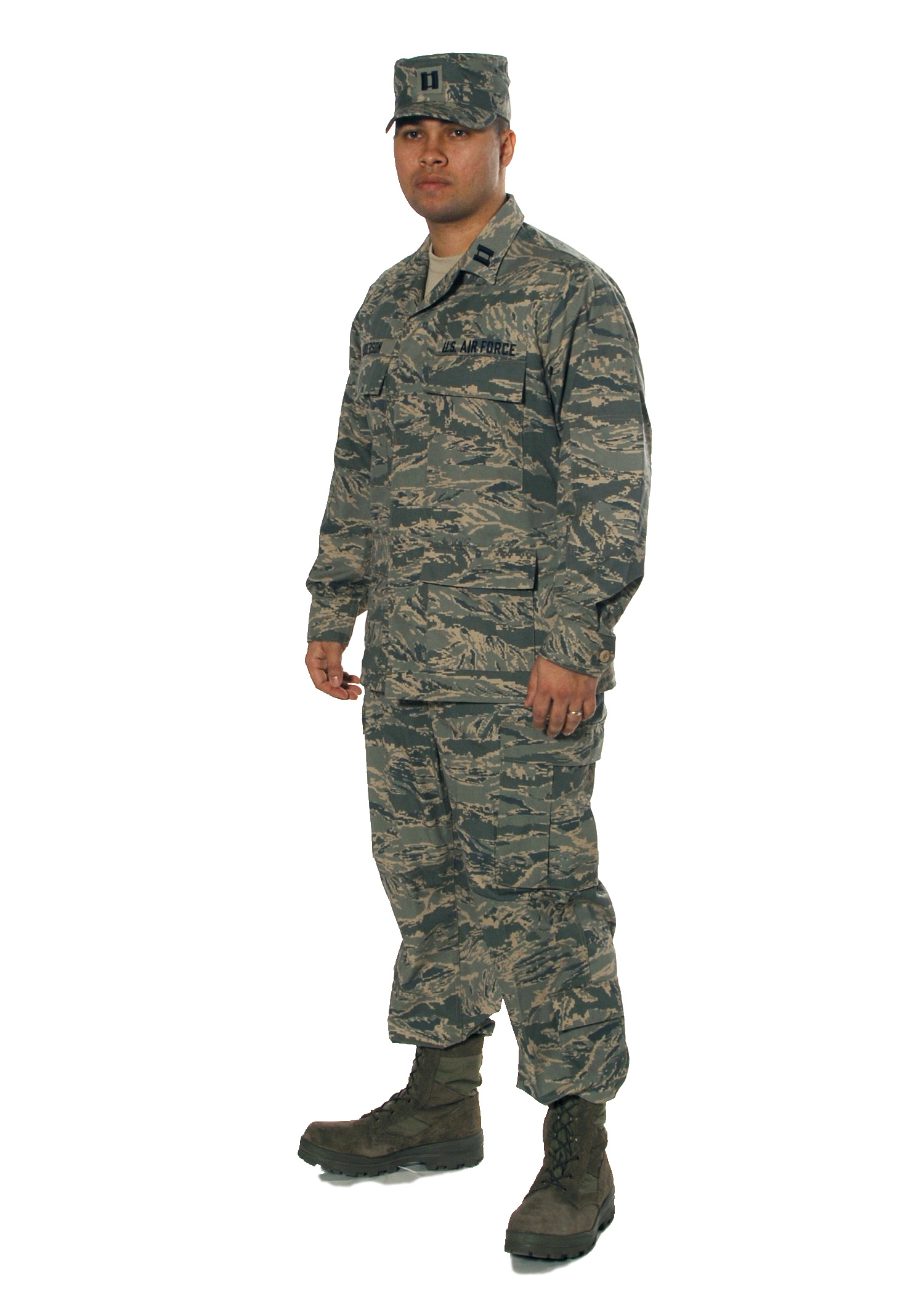
Ein Captain der USAF mit der Airman Battle Uniform

Die Airman Battle Uniform, kurz ABU, war ein Kampfanzug der US Air Force. Der Anzug löste ab 2007 die bis dahin genutzte Battle Dress Uniform (BDU) ab. Die Truppeneinführungsphase dauerte vier Jahre bis zum 1. November 2011. Die ABU wurde im Rahmen der streitkräfteweiten Weiterentwicklung der Kampfanzüge entwickelt. Zum 1. April 2021 erfolgte wiederum die vollständige Umstellung auf die neu entwickelte OCP-Uniform.

## Geschichte
Der erste Prototyp der ABU wurde im Sommer 2003 vorgestellt. Dieser erste Prototyp bestanden aus Hosen, bestickten Unterhemden und einer Bluse. Das Tarnmuster waren blaue, nicht digitale Tigerstreifen.
Nach einer Testphase, in der die Uniform von Air-Force-Personal getragen wurde, überarbeitete man das Tarnmuster sowie die Farbpalette. Das neue digitale Tigerstreifenmuster nutzte nun eine weniger blau-hervorstechende Farbpalette. Im Oktober 2007 begann die US Air Force, die ABU an Airmen in der Grundausbildung auszugeben und stellte seit dem Juni 2008 die Uniform für den Rest der Truppe zur Verfügung. Von 2011 bis 2021 war der Anzug der Standardanzug.
Die ABU war in 236 verschiedenen Größen, männlich und weiblich, verfügbar. Die Anschaffungskosten pro Uniform beliefen sich auf etwa 81 US-Dollar.